# 清和政策研究會
清和政策研究會（日语：／ Seiwa seisaku kenkyūkai */?，簡稱清和會）曾是日本自民党最大派閥，2024年1月19日因政治獻金醜聞解散，2月1日召開了最後一次的議員總會。其名出典于《晋书·诸葛恢列传》之“政清人和”。该派存在期間的政治取向偏向右派保守主義，因而被日本政治科學學者定性為保守傍流派系。在后期，由于安倍晋三担任该会会长，故其亦通稱安倍派。

## 概要
清和研前身为首相岸信介领导的岸派，1972年改为福田派，1986年改为安倍派，1990年改为三冢派。1998年分裂后，其主要成员重新组成了森派，近年在經過兩年集團領導後，再設立會長一職。在安倍晋太郎和安倍晋三擔任會長的期間，普遍稱為安倍派（福田派→安倍派→三塚派→森派→町村派→細田派→安倍派）。
主要由自民黨內前民主黨（岸信介・鳩山一郎派）的成員組成，故此最初有「反吉田」（吉田茂）路線。立場親美保守，對修改憲法及自主防衛等議題態度積極，鷹派色彩較強，冷戰時期持親美反共路線，一直為自民黨一大派閥。福田赳夫之後，清和會一直被前自由黨系、較溫和保守的平成研究会及宏池会打壓，淪為非主流派，要到2000年森政權成立以後才開始重新成為主流，此后清和会连续推出森喜朗、小泉纯一郎、安倍晋三、福田康夫四任首相，其中安倍晋三在2020年成为日本历史上在任时间最久的首相。2005年日本众议院选举后，清和会称为自民党内第一大派阀。2021年岸田文雄出任日本首相和自民党总裁后，宏池会开始联合平成研究会以及志公会制衡清和会的影响力。2022年安倍晋三遇刺后，清和会再次走向衰落。2023年日本自民党政治资金丑闻后，清和会出身的内阁大臣全部辞职，清和会也在2024年1月19日宣布解散。

## 历史

### 結成- 福田赳夫時代
「十日会」（岸信介派）在1962年開始形成了以福田赳夫作為中心的「黨風刷新聯盟」，加上在1970年，當時的首相佐藤榮作「紀尾井會」的支持下，開始形成了一個常被稱為福田派的派閥。
1972年，佐藤榮作任首相7年半後卸任，出現了繼任人的爭奪。（「ポスト佐藤」）。雖然佐藤屬意福田，但在田中角榮的力追下，福田最終在總裁選舉落敗。及後跟保利系和舊森(清)派→園田派合併，成了「八日會」，並展開了被稱呼為田中派和「角福戰爭」的激烈的派系反抗。可是福田本身也是一個廢除派閥的支持者，所以1976年當選首相後率先解散派閥。兩年後大平正芳跟田中角榮聯盟後褔田在總裁選舉不敵大平，在1979年11月，再度結成清和會，取自東晉元帝時『晉書』諸葛恢傳「政清人和」。後來再跟自由革新同友會（石原派・舊中川派）合併。

### 安倍派四天王及派系分裂
安倍晉太郎出任會長的時候，派系內三塚博、加藤六月、鹽川正十郎及森喜朗4人成為派系的重要人物，被稱為安倍派四天王，可跟竹下派七奉行比較。
在接替安倍會長的職務時，「三塚博」跟「加藤六月」出現了鬥爭，被稱為三六戰爭，由於森支持三塚，三塚得以在1991年6月成為新任會長。
同年，三塚參選自民黨總裁，但加藤卻造反支持竹下派支持的宮澤喜一。結果加藤在同年10月被三塚派除名，成立政真會，最後離開自民黨。此後，清和派形成支持三塚的森、鹽川、小泉、玉澤徳一郎、中川秀直等人和龜井靜香、平沼赳夫、中川昭一、尾身幸次、町村信孝等原本支持加藤的兩路政客。

### 森喜朗的派系繼承和龜井靜香的分裂
三塚派轉移之後，森喜朗集團跟龜井靜香集團對立越來越激烈。同年1994年11月，自民黨下野後解散所有派閥，清和會用解散後成了立相應的政策集團「考慮21世紀的會·新政策研究會」，三塚留任會長。
在1998年，在森喜朗集團主導下，三塚派決定在自民黨總裁選舉中只支持小泉純一郎出選，龜井靜香集團反對。總裁選舉後，森成為黨幹事長，派系卻再次分裂，同年9月龜井靜香集團離開三塚派。12月森繼承了三塚派。

### 森喜朗和小泉純一郎後成為自民黨最大派閥
森喜朗繼任會長後，在1998年末把派系名稱改為清和政策研究會。2000年森成為首相後，按慣例退出派系，小泉純一郎在2000年4月就任會長後支持森内閣，這令小泉在黨內發言權大增。
2001年森喜朗下台後重掌派系，由小泉當選新任總裁，並在2005年眾議院選舉中，議席數目超越平成研究會（橋本派）成為黨內最大派閥。
2006年9月，小泉宣佈不再連任總裁後，在2006年自由民主黨總裁選舉，森派出現兩名有力候補，安倍晉三及福田康夫，由於兩人父親都曾出任派閥領袖，令不少人認為森派有分裂危機，及後福田宣佈不參選避免派閥分裂，9月20日安倍當選新總裁。
2006年10月19日，森卸任會長，由町村信孝接任，派閥改稱為「町村派」。10月26日森出任名譽會長。町村繼承派系，中川秀直出任幹事長平衡了派閥內不同的利益。

### 集體領導體制確立
自民黨在2007年7月第21屆日本參議院議員通常選舉敗北。2007年9月，安倍晉三首次辭職下台，福田康夫成為自民黨總裁及首相，令派閥連續推出森、小泉、安倍、福田4代首相。由於町村出任福田内閣的內閣官房長官之要職，所以派閥改為設立發言人代表職位，由町村、中川秀直及谷川秀善（參院）3人集體領導。這顧及町村的職務較重及中川不再出任黨幹事長的因素，仍稱作町村派。
不過，町村派參議員數目超過津島派，成為在眾參兩院黨內最大派系，同時跟其他黨內無派系議員合作。2008年3月，前首相安倍以「諮詢委員」身份再度加入町村派。

### 2008年自民黨總裁選舉再令内部分裂
2008年9月，福田總裁辭職後，雖町村本人是有能力的候選人，但安倍、福田2任的政策失敗，令派系決定支持麻生太郎，不派出候選人，但中川卻改為支持小池百合子，令派內分裂表面化，麻生内閣以細田博之出任幹事長，町村不再出任官房長官，但維持集體領導體制。

### 町村會長體制再次確立
2009年1月，中川在2011年增加消費稅上跟派系出現分歧，結果雙方最後妥協。在2009年2月5日，派系總會是森提案，把町村昇格為會長、中川和谷川維持發言人職務，在一部份議員反對下通過。。同年3月5日森出任最高顧問，安倍出任諮詢委員。

### 第45次眾議院總選舉
2009年8月30日日本大選，自民黨大敗，派系損失3分之1議席，比古賀派少，成為眾院第2大派閥，但連同參議院議席，仍是最大派系。

### 廢除發言人制度及中川秀直離開
2009年10月，町村會長表達廢除發言人制度意向。同月末，中川退出町村派。

### 派系政治献金丑闻
2023年12月，日本媒体报道，自民党政治派系会按惯例向所属议员下达销售指标，要求他们以每张2万日元的价格出售政治筹款集会入场券。如果超过销售指标，多出的资金将有机会返还给议员，成为他们的额外收入。近5年来，“安倍派”未按相关规定在政治资金报告中记录上述收支，“小金库”累计总额可能达到5亿日元。受此影响，岸田内阁中的所有来自安倍派的大臣（官房长官松野博一、经产大臣西村康稔、总务大臣铃木淳司和农林水产大臣宫下一郎）以及自由民主党政务调查会会长萩生田光一全部辞职，而几人的接任者无一来自安倍派。12月19日，东京地方检察厅特搜部以涉嫌违反《政治资金规正法》为由，对位于东京都千代田区的安倍派和二阶派办公室展开搜查。2024年1月19日，安倍派決定解散，2月1日召開最後一次議員總會。2025年4月25日正式解散。

## 歴代會長

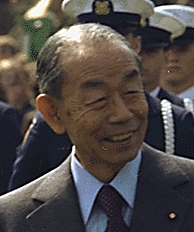
初代清和政策研究會會長
福田赳夫

| 序数 | 會長                         | 稱呼   | 任期                              |
| ---- | ---------------------------- | ------ | --------------------------------- |
| 1    | 福田赳夫                     | 福田派 | 1979年 - 1986年                   |
| 2    | 安倍晋太郎                   | 安倍派 | 1986年 - 1991年                   |
| 3    | 三塚博                       | 三塚派 | 1991年 - 1998年                   |
| 4    | 森喜朗                       | 森派   | 1998年 - 2000年                   |
| 5    | 小泉純一郎※1                 | 森派   | 2000年 - 2001年                   |
| 6    | 森喜朗                       | 森派   | 2001年 - 2006年                   |
| 7    | 町村信孝                     | 町村派 | 2006年 - 2007年                   |
| -    | 町村信孝 中川秀直 谷川秀善※2 | 町村派 | 2007年 - 2009年                   |
| 8    | 町村信孝                     | 町村派 | 2009年 - 2014年                   |
| 9    | 細田博之                     | 細田派 | 2014年 - 2021年                   |
| 10   | 安倍晋三                     | 安倍派 | 2021年 - 2022年（任內因枪击身亡） |
| -    | 鹽谷立 下村博文              | 安倍派 | 2022年 - 2023年                   |
| -    | 鹽谷立                       | 安倍派 | 2023年 - 2024年                   |

※1　森氏就任總理大臣期間暫代

※2　3人「發言人」集體領導體制

## 解散前的組成

### 主要幹部
| 會長 | 常任幹事会座長 | 常任幹事 | 参議院議員會會長 | 事務總長 | 事務總長代理      | 政策委員長 | 最高顧問            | 顧問                |
| ---- | -------------- | --- | ---------------- | -------- | ----------------- | ---------- | ------------------- | ------------------- |
| 空缺 | 鹽谷立         | 松野博一 高木毅 柴山昌彦 松島綠 西村康稔 西村明宏 萩生田光一 稻田朋美 世耕弘成 橋本聖子 野上浩太郎 岡田直樹 末松信介 山本順三 | 世耕弘成         | 高木毅   | 稻田朋美 西村明宏 | -          | 衛藤征士郎 山崎正昭 | 下村博文 山谷惠里子 |

（2023年至今）

### 眾議院議員
| 細田博之 | 衛藤征士郎 | 鹽谷立     | 下村博文   | 馳浩     |
| 高木毅   | 松野博一   | 吉野正芳   | 柴山昌彥   | 谷川彌一 |
| 西村康稔 | 松島綠     | 稻田朋美   | 奧野信亮   | 岸信千世 |
| 鈴木淳司 | 中山泰秀   | 西村明宏   | 萩生田光一 | 宮下一郎 |
| 大塚拓   | 越智隆雄   | 龜岡偉民   | 關芳弘     | 高鳥修一 |
| 土井亨   | 中根一幸   | 松本文明   | 義家弘介   | 青山周平 |
| 穴見陽一 | 池田佳隆   | 上野弘史   | 大西英男   | 小田原潔 |
| 加藤寬治 | 菅家一郎   | 神田憲次   | 佐佐木紀   | 田畑裕明 |
| 長尾敬   | 根本幸典   | 福田達夫   | 藤原崇     | 細田健一 |
| 崛井學   | 三林裕巳   | 宮澤博行   | 築和生     | 山田美樹 |
| 尾身朝子 | 杉田水脈   | 谷川富     | 古田圭一   | 宗清皇一 |
| 和田義明 | 安藤高夫   | 上杉謙太郎 | 木村次郎   | 高木啟   |

（共60名）

### 參議院議員
| 山崎正昭 | 世耕弘成   | 山谷惠里子 | 岡田直樹 | 末松信介   |
| 中川雅治 | 野上浩太郎 | 山本順三   | 西田昌司 | 古川俊治   |
| 丸川珠代 | 森雅子     | 赤池誠章   | 上野通子 | 高階惠美子 |
| 長谷川岳 | 山田宏     | 江島潔     | 石井正弘 | 石田昌宏   |
| 太田房江 | 大野泰正   | 北村經夫   | 酒井庸行 | 瀧波宏文   |
| 長峯誠   | 羽生田俊   | 堀井巌     | 宮木周司 | 山田修路   |
| 吉川有美 | 佐藤啟     | 松川瑠衣   | 宮島喜文 | 高橋春美   |
| 加田裕之 |            |            |          |            |

（共36名）

## 歷代名稱
- 福田派（正名為「黨風刷新連盟」，1979年至1986年）
- 安倍派（正名改為「清和會」，1986年至1991年）
- 三塚派（正名不變，1991年至1998年）
- 森派[17]（正名改為「清和政策研究会」，1998年至2006年）
- 町村派（正名不變，2006年至2014年）
- 細田派（正名不變，2014年至2021年）
- 安倍派（正名不變，2021年至2024年）

## 歷代首相
- 福田赳夫（1976年至1978年）
- 森喜朗（2000年至2001年）
- 小泉純一郎（2001年至2006年）
- 安倍晉三（2006年至2007年、2012年至2020年）
- 福田康夫（2007年至2008年）

## 外部連結
- 官方網頁 （页面存档备份，存于）